# Barbacenia goethartii
Barbacenia goethartii är en enhjärtbladig växtart som beskrevs av Johannes Jan Theodoor Henrard. Barbacenia goethartii ingår i släktet Barbacenia och familjen Velloziaceae. Inga underarter finns listade.